# Arno Vetterling
Arno Vetterling, né le 26 mars 1903 à Naumbourg (Saale) et décédé le 30 janvier 1963 à Hildesheim, est un chef d'orchestre et compositeur allemand d'opérettes.

## Biographie
Il a d'abord été chef d'orchestre à Chemnitz. Dans les années 1930, il compose quelques opérettes. Il obtient son plus grand succès avec Liebe in der Lerchengasse créé à Magdebourg le 31 décembre 1936. Cette opérette est régulièrement reprise sur les scènes allemandes jusqu'en 1960. Il en existe un enregistrement (CD) réalisé à Hambourg sous la direction de Wilhelm Stephan.
Aujourd'hui, Vetterling et ses œuvres sont largement oubliés.